# Joanna Pizoń-Świtkowska
Joanna Pizoń-Świtkowska (ur. 23 lutego 1961 w Lublinie, zm. 25 czerwca 2013 w Lublinie) – wielokrotna reprezentantka Polski w pływaniu, brązowa medalistka mistrzostw Europy juniorów w Oslo w 1976.
Była wychowanką trenera Witolda Ruzikowskiego i WKS Lublinianka w latach 1976–1979. Dwanaście razy poprawiała seniorskie rekordy Polski.
W 1976 roku na mistrzostwach Europy juniorów w Oslo wywalczyła brązowy medal na dystansie 200 m stylem zmiennym z czasem 2:27,79. Ustanowiła wiele rekordów Polski juniorów i seniorów na 200 i 400 m st. zmiennym. Była mistrzynią Polski we wszystkich kategoriach wiekowych, sukcesy odnosiła również w sportowym ratownictwie wodnym. Przez wiele lat była także członkinią kadry narodowej i dwukrotną członkinią reprezentacji olimpijskiej. 

## Osiągnięcia
Rekordy Polski seniorów ustanowione przez Joannę Pizoń-Świtkowską na basenie 25 metrowym:
| Dystans                  | Czas    | Klub               | Data       | Miejsce |
| ------------------------ | ------- | ------------------ | ---------- | ------- |
| 200 m stylem grzbietomym | 2:24,00 | Lublinianka Lublin | 17.02.1977 | Lublin  |
| 200 m stylem zmiennym    | 2:27,05 | Lublinianka Lublin | 13.03.1976 | Gdańsk  |
| 200 m stylem zmiennym    | 2:26,03 | Lublinianka Lublin | 21.03.1976 | Sofia   |
| 200 m stylem zmiennym    | 2:25,36 | Lublinianka Lublin | 06.03.1977 | Brema   |
| 200 m stylem zmiennym    | 2:24,03 | Lublinianka Lublin | 26.03.1977 | Lublin  |
| 400 m stylem zmiennym    | 5:00,02 | Lublinianka Lublin | 16.02.1977 | Lublin  |

Rekordy Polski seniorów ustanowione przez Joannę Pizoń-Świtkowską na basenie 50 metrowym:
| Dystans               | Czas    | Klub               | Data       | Miejsce  |
| --------------------- | ------- | ------------------ | ---------- | -------- |
| 200 m stylem zmiennym | 2:26,35 | Lublinianka Lublin | 05.08.1976 | Oslo     |
| 400 m stylem zmiennym | 5:15,05 | Lublinianka Lublin | 23.05.1976 | Oświęcim |
| 400 m stylem zmiennym | 5:15,04 | Lublinianka Lublin | 12.06.1976 | Warszawa |
| 400 m stylem zmiennym | 5:14,09 | Lublinianka Lublin | 19.06.1976 | Warszawa |
| 400 m stylem zmiennym | 5:08,00 | Lublinianka Lublin | 15.08.1976 | Neapol   |
| 400 m stylem zmiennym | 5:07,08 | Lublinianka Lublin | 28.05.1978 | Oświęcim |

Po ukończeniu Akademii Wychowania Fizycznego w Warszawie Joanna Pizoń-Świtkowska poświęciła się pracy trenerskiej i pedagogicznej. Szkoliła zawodników i zawodniczki w macierzystej Lubliniance, a następnie w UKS Skarpa Lublin przy Szkole Podstawowej nr 28 w Lublinie. Pełniła również funkcję wicedyrektora w lubelskim Gimnazjum nr 11. Wchodziła w skład rady sportu przy prezydencie Lublina. 

## Nagrody, odznaczenia i wyróżnienia
Joanna Pizoń trzy razy była wybierana przez kibiców do plebiscytowej złotej dziesiątki Kuriera Lubelskiego. W 1975 roku była siódma, rok później druga, a w 1977 roku trzecia.
15 marcu 2013 Joanna Pizoń-Świtkowska otrzymała odznakę „Za Zasługi dla Sportu” z rąk minister Joanny Muchy.

## Rodzina
Mąż Andrzej Świtkowski również zajmuje się pływaniem, jest trenerem. Rodzinne tradycje kontynuuje ich syn Jan, medalista mistrzostw świata.

## Śmierć i pogrzeb
Joanna Pizoń-Świtkowska zmarła w Lublinie 25 czerwca 2013 po długiej i ciężkiej chorobie. Pogrzeb odbył się 28 czerwca na cmentarzu przy ul. Lipowej w Lublinie.